# 索基萊齊 (赫梅利尼茨基州)
48°44′51″N 27°3′27″E / 48.74750°N 27.05750°E
索基萊齊（烏克蘭語：Сокілець）是烏克蘭西部赫梅利尼茨基州卡緬涅茨-波多利斯基區杜納伊夫齊市鎮的村莊，處於烏什齊亞河畔，面積3.46平方公里，海拔高度136米，2018年人口495。